# Dennis Wilke
Dennis Wilke (ur. 14 września 1985 w Sindelfingen) – niemiecki piłkarz ręczny grający na pozycji prawoskrzydłowego. Od sezonu 2012/13 występuje w Bundeslidze, w drużynie TuS Nettelstedt-Lübbecke.